# Trick or Treat
Trick or Treat je italská powermetalová hudební skupina založená v roce 2002 v italském městě Modena za účelem vzdát poctu populární powermetalové skupině Helloween. Po vydání demo alba podepsala kapela smlouvu s vydavatelstvím Valery Records, pod kterým vydala své následující tři studiová alba. V roce 2016 následoval přechod k většímu hudebnímu vydavateli Frontiers Records a vydání čtvrté studiové desky Rabbits' Hill Pt. 2. Na rok 2019 je plánováno vydání další studiové desky.

## Sestava
- Alessandro Conti – zpěv
- Guido Benedetti – kytara
- Luca Venturelli – kytara
- Leone Villani Conti – basová kytara
- Luca Setti – bicí

## Diskografie
- Evil Needs Candy Too (2006)
- Tin Soldiers (2009)
- Rabbits' Hill Pt. 1 (2012)
- Rabbits' Hill Pt. 2 (2016)
- Re-Animated (2018)

Koncertní alba
- Italian Helloween Tribute (2003)